# Северна гладкоопашата тупая
Северната гладкоопашата тупая (Dendrogale murina) е вид бозайник от семейство Tupaiidae.

## Разпространение и местообитание
Разпространен е във Виетнам, Камбоджа, Лаос и Тайланд.